# Abel Paz

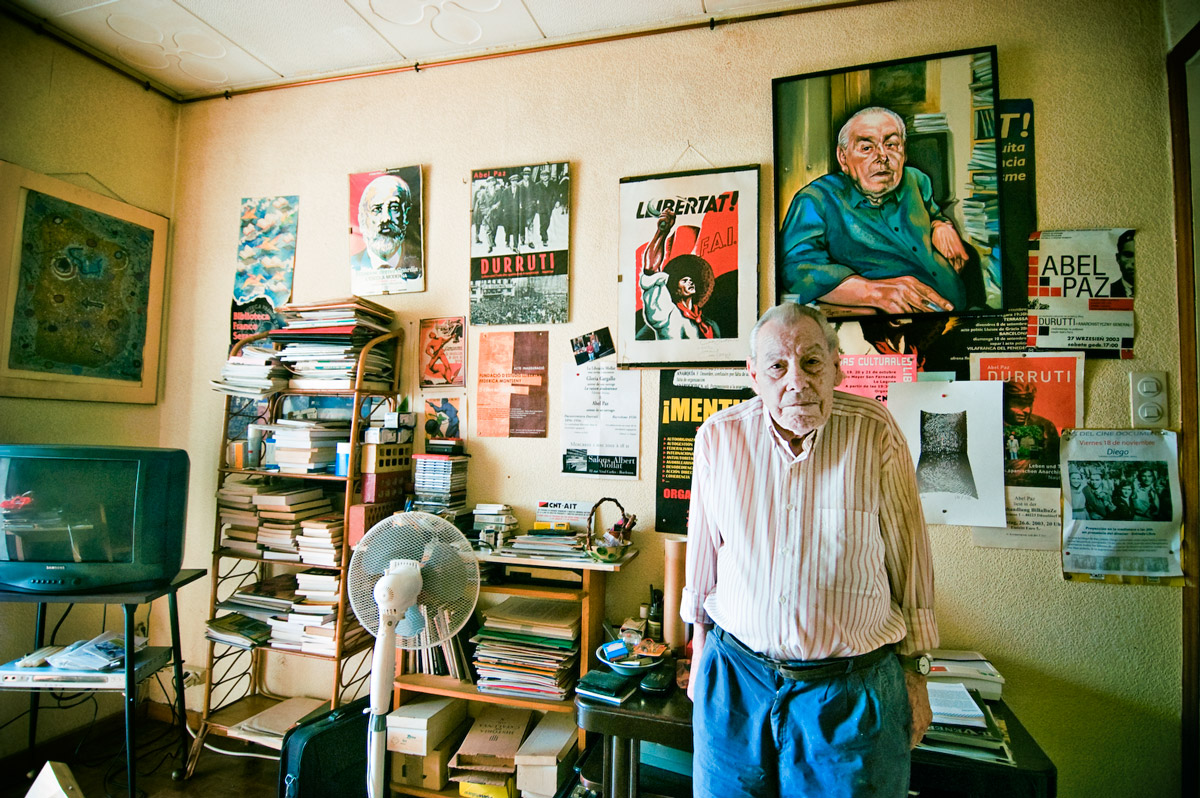
Abel Paz l'any 2006, al seu domicili a Barcelona.

Abel Paz (Almeria, 1921 - Barcelona, 2009) pseudònim de Diego Camacho Escamez. Escriptor, historiador i militant del moviment llibertari. Fill d'una família de jornalers del camp, condició que va fer-li aproximar a ideologies anarquistes i a observar les diferències de classes entre obrers i burgesos en la seva infància i joventut. Va entrar a formar part de la Federació Ibèrica de Joventuts Llibertàries i la Confederació Nacional del Treball.
Nascut el 12 d'agost de 1921 a Almeria, es traslladà a Barcelona, amb només 8 anys, on estudià a l'escola nocturna del Clot. L'any 1936, lluità en els grups de defensa confederals del Clot i participà en el grup Els Quijotes de l'Ideal. El 1938 combat amb les milícies confederals en el front d'Artesa a Lleida, (Catalunya) durant la Guerra Civil espanyola, es refugià a Tolosa, França, el 1939 en caure la Segona República Espanyola fou internat en els camps de concentració francesos de Bram, Sant Cebrià, Argelers i el Barcarès, posteriorment el van fer treballar en el Mur atlàntic per al bàndol nazi fins al 1941.
Tornà a l'Espanya franquista i fou empresonat dues vegades. Després va emigrar a França amb la seva companya d'aleshores Antònia Fontanillas Borràs, i no va tornar novament a Espanya fins al 1977 establint-se definitivament en el barri de Gràcia de Barcelona.
Morí d'un atac de cor el dilluns 13 d'abril de 2009 a Barcelona, a l'edat de 87 anys. Mariano Maturana, un amic que sovint l'ajudava i li portava el diari, el va trobar inconscient al seu pis del carrer Verdi 109. Fou aleshores quan ingressà a l'Hospital de Sant Pau, on va entrar en coma i va morir poc després. L'endemà fou traslladat al Tanatori de Sancho de Ávila, i al crematori de Montjuïc. Un cop incinerades les despulles, les cendres foren escampades el dijous 16 d'abril a la platja de Montgat.
Col·laborador habitual de la premsa llibertària, conferenciant en múltiples actes, també destacà com un prestigiós escriptor, convertint-se en el biògraf oficial de Buenaventura Durruti. La seva biografia sobre Durruti s'ha traduït a 14 idiomes diferents. Poc abans de la seva mort, estava preparant una ruta de l'anarquisme de Gràcia.

## Algunes de les seues obres
- Durruti: el proletariado en armas (traduïda a 14 idiomes diferents) o Durruti en la revolución española (en català Durruti en la revolució espanyola) es publicà el 1978 amb el títol de Durruti: el proletariado en armas (en català Durruti: el proletariat en armes) encara que anteriorment ja havien estat publicades diverses traduccions, la primera d'elles al francès l'any 1972. El llibre es divideix en quatre parts, el rebel (1896-1931), el militant (1931-1936), el revolucionari (19 de juliol a 20 de novembre de 1936) i un epíleg sobre les morts de Durruti.
- Crónica de la Columna de Ferro
- Paradigma de una revolución (19 de julio 1936, en Barcelona)
- Al pie del muro (Memòries 1942-1954)
- Los internacionales en la Región española
- Entre la niebla (Memòries 1939-1942)
- Chumberas y alacranes (Memorias 1921-1936)
- Viaje al pasado (Memòries 1936-1939)
- La cuestión de Marruecos y la República española
- CNT 1939-1951. El anarquismo contra el Estado franquista